# Aleja Pod Kasztanami w Rzeszowie

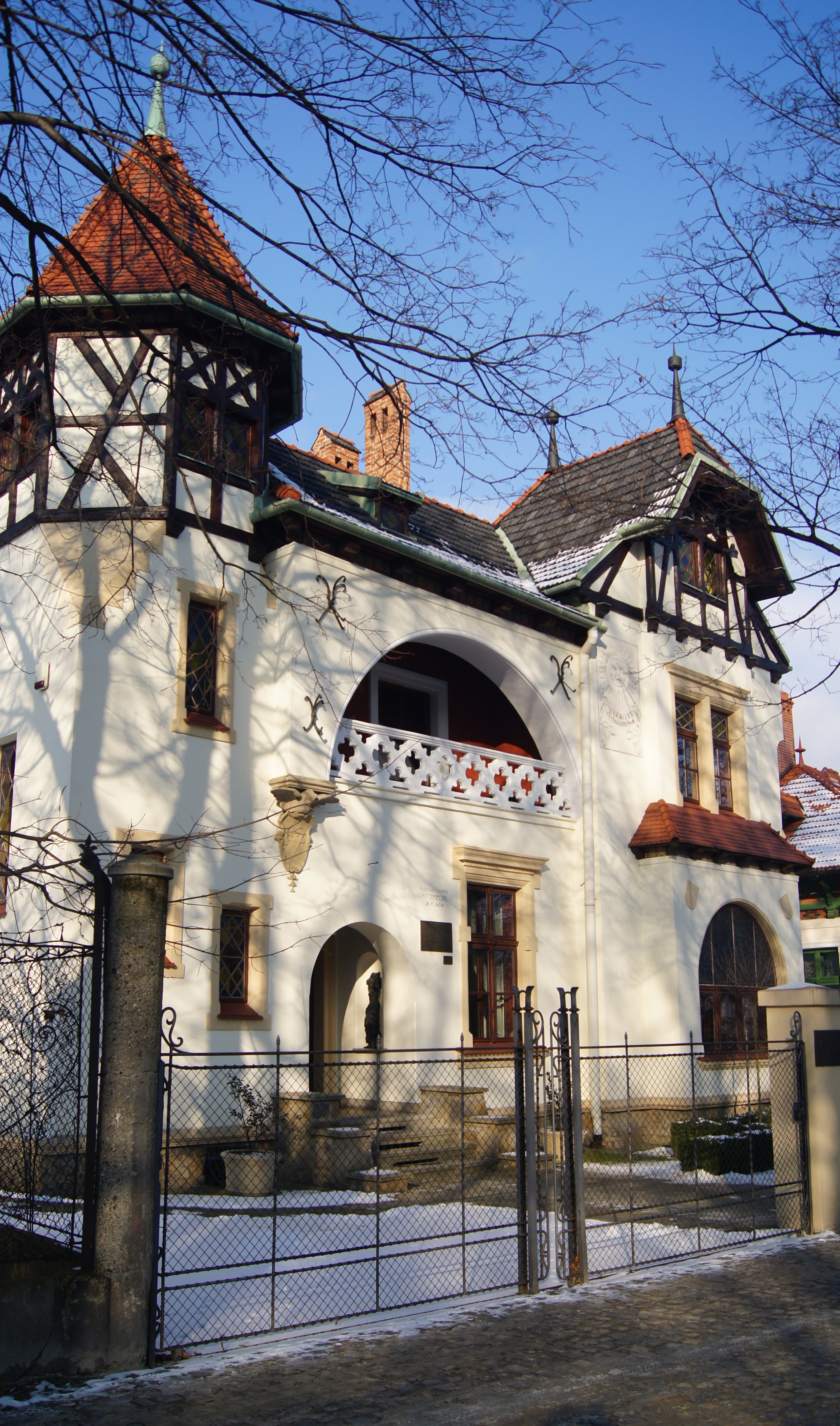
Willa Pod Sową

Aleja Pod Kasztanami – mała uliczka-deptak zlokalizowana w Śródmieściu Rzeszowa (os. Śródmieście).
Uliczka ta stanowi wąski trakt biegnący wzdłuż osi nieistniejącego obecnie, barokowego ogrodu letniego pałacu Lubomirskich do Pl. Hugona Kołłątaja oraz dalej do ulicy Kraszewskiego wzdłuż fosy zamku. Ukształtowanie terenu pozwoliło jedynie na zabudowę jednej strony, z drugiej ze względu na obecność dużego spadku.
Nazwa wzięła się od nieistniejących dziś kasztanów, którymi była obsadzona wzdłuż ulica.
Sam trakt powstał w końcu wieku XVIII, gdy majątek zamkowy został w dużej mierze rozparcelowany i sprzedany osobom prywatnym. Według planów z 1828 roku (Ideal Plan des südlicher Theiles der Stadt) w tym czasie powstały na terenie byłego ogrodu 2 duże domy – Pałac Burgallera i dom Prevota. Również wtedy zlikwidowana została jedna z kordegard.
Późniejsza Pod Kasztanami była wówczas raczej wąską dróżką, która stanowiła obejście pomiędzy ogrodami nowo powstałych willi a zamkową fosą.
Właściwa zabudowa powstała w końcu XIX i na początku XX wieku jako miejsce spacerów i budowy ekskluzywnych domów, pogardliwie określanych przez E. Swieykowskiego, jako "płody fantazyi i smaku wiedeńsko-galicyjskiego". Powstały prospekt otwierał barokowy letni pałac, do fasady którego wytyczono prostopadle biegnącą ulicę.
Na wprost jego fasady powstała okazała willa projektu Hołubowicza, wzniesiona dla rodziny Jabłońskich (nr 6) (1903 rok). Duży, narożny dom, od strony pałacu w sposób wyraźny naśladował formę barokową, widoczną m.in. w bogato zdobionym portalu zwieńczonym emblematem ze stylizowanym inicjałem (F. J.). Część ta w łagodny sposób przechodzi w fasadę od strony zamku stanowiąc element, jakby niższego skrzydła. Fasada południowa (od strony zamku właśnie) jest symetryczna, podzielona wyraźnie na trzy segmenty, z których środkowy jest o kondygnację wyższy, zwieńczony tympanonem. Stanowi on punkt centralny kompozycji Hołubowicza. Jego dominująca rola podkreślona jest podziałami pionowymi zarysowanymi przez narożne boniowanie segmentu i umieszczonego centralnie ryzalitu. W środkowej części umieszczone jest w niszy popiersie Mickiewicza, zdobione ornamentem kwiatowym. Niższe, skrzydła boczne, posiadają charakterystyczne loggie z półkolistymi sklepieniami i betonowymi balustradami.
Dwie kolejne wille (nr 8 i 9), powstały według projektu T. Tekielskiego w 1899 i 1900. Starsza, willa nr 8 stanowi nawiązanie do stylu szwajcarskiego budownictwa ludowego. Jej fundatorem był Włodzimierz Piliński.
Parterowy budynek na planie prostokąta kryty jest dachem o skomplikowanej formie z dodatkowymi licznymi połaciami i wieżyczkami, które były wówczas na terenie Rzeszowa "nowością". Wyższe partie ścian pozbawione były tynku, na rzecz widocznych cegieł, zastrzałów i bogato zdobionych szachulców, które podtrzymywały dach z dużym podcieniem. Od południa do brył dostawiona była duża murowana weranda, natomiast od strony północno-zachodniego naroża niewielka wieżyczka. Całość mimo niewielkiej formy dzięki szczegółowemu, bogatemu detalowi, daje bardzo bogaty efekt. Według Barbary Tondos dom ten mógł stanowić swobodne nawiązanie do oferowanych przez wiedeńską firmę "Cottage" gotowych projektów domów.
Młodsza, to tzw. willa Pod Sową, wzniesiona przez Tekielskiego, jako dom prywatny. Znacznie wyższa od poprzedniej, w zamyśle miała przypominać mały zameczek. Na nieumiarowionym rzucie widocznie daje się zauważyć trakt wejściowy, połączony ze smukłą wieżą mieszcząca klatkę schodową. Od góry całość flankują wspomniana wieża schodowa, w najwyższej części ośmioboczna z widoczną konstrukcją szachulcową, z drugiej zaś zryzalitowany segment, oddzielony widocznie poprzecznym dachem naczółkowym z dużym podcieniem. Pomiędzy nimi znajduje się loggia, oddzielona arkadą i bogato zdobioną balustradą. Na fasadzie widnieje zegar słoneczny wykonany w technice sgraffito z tarczą w kształcie promieniejącego słońca, ozdobiony rysunkami i napisem, którego tłumaczenie brzmi: "Widzisz godzinę, nie znasz godziny". Dekorację uzupełniają drobne witrażyki w oknach i połacie wykonane z gomółek.
Kolejne parcele nie są zabudowane, na jednej z nich widoczna jest bardzo zniszczona dwupiętrowa, barokowa kordegarda (wybud. 1737).
Pomiędzy skwerem Kołłątaja a ulicą Kraszewskiego zlokalizowane są głównie zaplecza XIX-wiecznych, secesyjnych kamienic, których frontony są zwrócone do ulic Zamkowej (nr 13) i Lisa-Kuli. Ostatnia w tym ciągu jest kamienica narożna kamienica Różyckich (Pod Kasztanami 18), wybudowana do roku 1910.